# Серафим Саровський

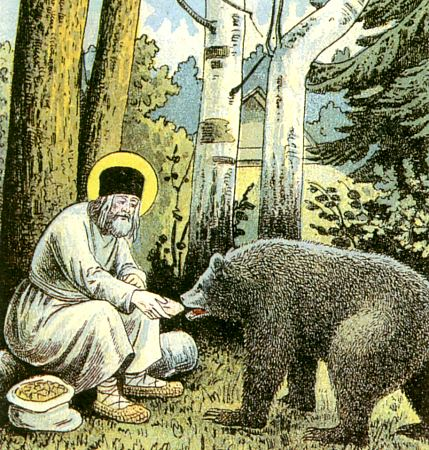
Серафим годує ведмедя. Фрагмент літографії «Шлях до Сарова», 1903

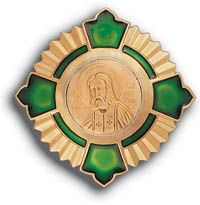
Орден Серафима Саровського

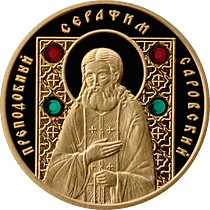
Білоруська монета

Преподобний Серафим Саровський (Прохір Мошнин, 19 липня 1754, Курськ, Російська імперія — 2 січня 1833, Саров, Російська імперія) — російський подвижник і інок, канонізований Російською церквою з ініціативи Ніколая ІІ 1903 року в лику святих і преподобних, один з найшанованіших в російській церкві. 

## Життєпис
Прохір Мошнин народився в Курську, у сім'ї православного купця Курщини.
За переказами семирічним хлопчиком впав з дзвіниці, але дивом залишився живий; підлітком отримав зцілення від Курської ікони Божої Матері «Знамення». У юності паломником прибув до Києва поклонитися святим. Один з монахів, Досифея, надавши настанови юнаку, спрямував його до краю, де була розташована «Саровська пустинь».
У 18-річному віці став послушником у Саровському монастирі. Шістнадцять років провів у пустелі, з них три роки — у повному мовчанні. За переказами випробував себе подвигом стовпництва: 1000 днів і ночей стояв на камені і невпинно молився.
Провівши 10 років у пустелі, преподобний, якому вже пішов сьомий десяток, почав приймати стражденних, розраджувати і зціляти їх. У деякі свята до нього приходило по декілька тисяч людей.
За свідченнями очевидців, преподобний мав дар слова «живого і щедрого», прозорливість незвичайну: читав думки, як книгу. Був завжди радісним.
У 1920-ті роки Саровську пустинь закрили, а мощі вивезли в невідомому напрямку. Тільки в 1991 році їх виявили у фондах музею, розміщеного в Казанському соборі Санкт-Петербурга.
Влітку того ж року хресним ходом мощі Преподобного повернули до Серафимо-Дівеєвського монастиря.

## Вшанування
24 березня 2004 року святійший синод Російської православної церкви заснував орден преподобного Серафима Саровського, що має три ступеня.
28 листопада 2008 року Національний банк Білорусі випустив в обіг золоту пам'ятну монету номіналом 50 білоруських рублів «Преподобний Серафим Саровський».

## Використання культу святого
Предстоятель РПЦ Кирил (Гундяєв) переконаний, що ядерна зброя СРСР створена «під покровом преподобного Серафима Саровського, бо за невимовним Божим промислом ця зброя створювалася в обителі преподобного Серафима» і «завдяки цій силі Росія залишилася незалежною, вільною». Серафим Саровський згадується у РПЦ як «покровитель ядерників» з 1990-х років.